# ベイマックス ザ・シリーズ
『ベイマックス ザ・シリーズ』（原題︰Big Hero 6: The Series）は、ディズニーXDのテレビアニメ（アメリカではディズニー・チャンネルに移動）。ディズニー映画『ベイマックス』のスピンオフかつ後日譚で、ヒロとベイマックスたち「BIG HERO 6」の新たな戦いを描く。映画版は3DCG映像だったが、本作は2Dアニメで製作されている。
『キム・ポッシブル』の原作者ボブ・スクーリーとマック・マッコールによって企画・制作された。
英語版、日本語吹き替え版共に、キャストのほとんどは映画版からの続投だが、英語版はワサビの声がデイモン・ウェイアンズ・Jrからカリー・ペイトンに、フレッドの声はT・J・ミラーからブルックス・ウィーランにそれぞれ変更され、日本語吹き替え版においては、フレッドの父親役が大木民夫から高桑満に変更されている。
日本では2018年4月21日からディズニーXDにて放送開始。また、本作と映画本編をつなぐ特別エピソード「ベイマックス／帰ってきたベイマックス」が、初放送日に同時登場した。
2018年10月27日から日本のディズニー・チャンネルでも放送され、2018年11月17日から2020年3月28日まではDlifeでも放送。

## 放送時間
ディズニーXD
土・日曜日　朝10:00-10:30　リピート放送枠18:00-18:30　24:00-24:30
月-金曜日　8:00-8:30　リピート放送枠19:00-19:30
※ディズニーXDでの放送は2021年1月3日（日）をもって終了。
ディズニー・チャンネル
土・日曜日　昼12:30-12:55　リピート放送枠17:00-17:30
平日　16:30-17:00
Dlife
土曜日　夕方17:30-18:00　
※Dlifeでの放送は2020年3月28日（土）17:30-18:00をもって終了。

## 登場人物
声の担当は、日本語版声優/英語版声優の順に表記。

### ビッグ・ヒーロー6
劇場版の後、ベイマックスやヒロを失いかけた事からフレッド以外はヒーロー活動を続けないつもりだったが、「帰ってきたベイマックス」の事件を契機として活動を再開する。
街の平和を守るために日夜戦っていたが、第39話で警察に指名手配を受けてしまい、活動の拠点としてフレデリクソン家の所有するお菓子の廃工場を秘密本部として使うようになる。
47話での事件解決に伴い、指名手配は解除。なお、ゴー・ゴー、ワサビ、ハニー・レモンの３人は大学を卒業した。
ヒロ・ハマダ（Hiro Hamada）
声 - 本城雄太郎/ライアン・ポッター
本作の主人公。名門サンフランソウキョウ工科大学の最年少で、「ビッグ・ヒーロー6」のリーダー。仲間と共に力をあわせ、町を破壊しようとする悪に立ち向かう。
知性と才能に溢れ、様々な発明を産み出すが、課題の発表会では（事前に準備しなかったせいもあるが）アイデアがことごとく失敗してスランプに陥った他、オバケの命令を受けたネバーの挑発で自分に自信を無くすなど若さ故に失敗する事も。
シーズン2ではカルミへの対抗心で、クレイテック社でインターンとして働く事になった。
使用スーツは掌から磁力を放射して、金属品を引き寄せることが出来る｡
「帰ってきたベイマックス」ではフレッドとともにラッキー横丁へ、第19話では違法なロボットファイトに一人で乗り込んだり、第21話ではグランビル教授の指示に従わずに発明を進め、街を破壊しかけたり、第38話ではベイマックスのアーマーを改造し、エル・フエゴと対決したり、第42話では悪役になりモモカセとともにヤマのアジトへ乗り込んだりと、無茶をする場面が多数ある。
ベイマックス（Baymax）
声 - 川島得愛/スコット・アドシット
本作のマスコットキャラクター。ヒロの兄タダシが遺した献身的なヘルスケアロボット。元々は医療用ロボットだったが、ヒロと共に町を守ることに。映画本編で右手に装着していたアーマーだけを残し、ポータル内から帰還できなかったが、『帰ってきたベイマックス』で、右手の中に握られていたタダシのヘルスケアチップカードと、ラボに残っていた設計図を基にヒロが製作したボディで復活を果たす。普段はヒロの家に住んでいるが、ヒロが通う大学には度々付いて来る。
劇場版で使っていた戦闘用チップに代わり、ヒロが新しくプログラミングしたスーパーヒーローチップを組み込んで戦うようになった。また、ヒロによって様々な踊りを披露するダンスモードチップが開発され、社交界デビューを控えたフレッドをサポートした他、状況に応じてインターネットからデータをダウンロードして対処を行う。
戦闘用アーマーは脚部からのロケット噴射による飛行能力を備えており、長距離の移動の際は全員で掴まる事で移動できる他、両手の部分を発射するロケットフィストを武器とする。後にカルミの小説からヒントを得たヒロによって、バッテリーを大量に消費するが強力な一撃を放てる「オーバードライブモード」が搭載された。第35話ではバッテリーを強化し、ジェットパックを背負うことで高速で移動できるようになった。
バッテリーが低下すると性能が落ちてしまう。
ゴー・ゴー・トマゴ（Go Go Tomago）
声 - 浅野真澄/ジェイミー・チャン
タダシの友人でいつもガムを噛むショートカットの女性。電磁サスペンションの研究をしている。クールだが、心の底では仲間思い。作中では自然公園で１人バードウォッチングをする趣味がある事が明かされた。
スーツは電磁サスペンションを利用した円盤を装備しており、これを脚部に装着して高速で移動したり、相手に投擲して攻撃に使う。後に改良され、円盤をボーラのように変形させて、相手を拘束する機能も加わった
2話で寮を追い出されたハニー・レモンが転がり込んできて、なし崩しにルームメイトの関係になる。生活環境や考え方の違いで当初は馴染めなかったが、後に寮へ戻る事になったハニー・レモンを引き留めた。
ワサビ（Wasabi）
声 - 武田幸史/カリー・ペイトン
タダシの友人でドレッドヘアーの大柄な青年。レーザー誘起プラズマを研究しており、スーツ装着時は両手からレーザーカッターを生み出して戦う。凄い潔癖症。
シリーズ第1話でフレッドに間違われ、人質として溶鉱炉に落とされそうになる等、酷い目に遭う事が多い。
46話ではグランビル教授に頼まれて講師代理を務めるも、複数人からの視線に耐えられず何度も失敗してしまう。
最終的にミニ・マックスの協力で克服する事に成功した。
ハニー・レモン（Honey Lemon）
声 - 山根舞/ジェネシス・ロドリゲス
タダシの友人で赤い眼鏡をかけたロングヘアーの女性。劇場版では金髪だったがアニメでは赤茶色になっている。「世の中に本当に悪い人なんかいない」というほどのお人良し。
実は美術関係にも興味があり、皆に内緒でサンフランソウキョウ美術大学で絵画の勉強をしていた。
あらゆる薬品を調合するケミバッグを使うが、ルームメイトのレモネードをインスタントアイスにしようとしてうっかり自室（とチームメイト）を凍らせてしまった事も。
後にケミバッグは改良され、延長砲身と引き金のついた持ち手が加えられたことでグレネードランチャーのように照準を付けたり、連射することが可能になった。
フレッド（Fred）
声 - 新田英人/ブルックス・ウィーラン
タダシの友人でヒーローコミックスが大好きな金持ちのブロンドヘアーの青年。フルネームは「フレデリック・フレデリクソン4世」（Frederick Frederickson IV）。着ぐるみ型の怪獣系のパワードスーツを装着して戦う。
作中では社交界デビューをする羽目になり、ベイマックスに苦手な社交ダンスを習う。本気のミスをすると、クラッカーを口からこぼす程にかじる癖がある。
シーズン2では新たにヒロに作ってもらった光学迷彩機能を持つカメレオン型スーツ（フレッド・メレオン）も使用するようになった。
「HALP」のスポットライトの行方は不明だ。
ミニ・マックス（Mini-Max）
声 - 川島得愛/保村真
ヒロが新しく開発した小さなベイマックス。自らを「正義の守護者」と名乗り、あらゆる戦闘データがインプットされたデータチップ（スーパー相棒チップ）を入れることで起動した。
日中、大学での講義を受ける間、動けない他のメンバーに代わって、フレッドの相棒として（実際はフレッドが街に被害を与えるようなミスをしないよう監視をする目的で）作成されており、普段はフレッドの屋敷に同居している。
ベイマックスとは見た目だけでなく、チップスロット数が一つだけな事や運動能力の高さに大きな違いがある。映画のストーリーをもとにした日本版コミカライズの最後にも登場するが、こちらは長い間留守にしていたことで心配したキャスを元気づけるために作った発明品から登場する小さなベイマックス（メッセージの録音・再生機能付き）で作中のミニ・マックスとは別の機体。
装備するアーマーはベイマックスの戦闘用アーマーを小型化したような造りで、色が青になっている。スーツを着たフレッドを壁まで吹き飛ばすなど、見かけ以上のパワーを持つ。ただし、センサー系統はベイマックスより劣っており、フレッドの部屋一つ分程度の範囲しか調査できない。
ベイマックス同様、バッテリーが低下すると性能が落ちてしまう。
第37話では水に濡れて壊れてしまい、悪役風の姿になってフレッド達を襲った。

### その他の登場人物
キャス・ハマダ（Cass Hamada）
声 - 菅野美穂/マーヤ・ルドルフ
タダシとヒロの叔母で育ての親。ヒロとベイマックスの住むラッキーキャットカフェの経営者でもある。
料理の腕はかなりのもので、迷い込んだラッキー横丁で参加したフード・ファイトで連戦連勝するほど。
モチ（Mochi）
キャスが飼っている三毛猫。体形に似合わず素早く、怪物化したネッド･ラッドからナノレセプターチップを取り外した。ベイマックスにはヒーロー姿の状態でも懐いている。
タダシ・ハマダ（Tadashi Hamada）
声 - 小泉孝太郎/ダニエル・ヘニー
ヒロの兄。劇場版で帰らぬ人となった。作中では回想シーンやヒロの携帯に遺された映像、ベイマックス製作中の記録映像の中で登場している。
ハロウィンエピソードである「オバケ屋敷」では生前と変わらぬ姿でヒロの前に幾度も姿を現すも、これはオバケによる幻覚と策略だった。
47話での卒業式の際、ヒロが代理として学位を受け取った。
エレナ・カルミ（Elena Karmi）
声 - たかしたみか/ヘイリー・テュ
ヒロが入学するまでサンフランソウキョウ工科大学の候補の学生だった最年少の少女。細菌を専門に研究しているが、プライドが高く友達がいない。ビッグ・ヒーロー6のファンで、特にヒロにぞっこん気味だが、ヒーロースーツ姿のヒロを至近距離で見ても、同一人物とは気づかなかった。
14話ではビッグ・ヒーロー6をモデルにして執筆したネット小説が大人気になるも、それが元でモモカセに人質にされてしまう。
24話からシコラックスでインターンとして働く事になり、オルソ・ノックスを元に戻す研究や対マヨイ用の薬剤を開発。
35話で共存生物の問題を解決するためにロボット工学が必要と感じたことで、ヒロと共同研究を行い関係を改善する。しかし、リヴ・アマラによってナノレセプターパッチを仕込まれ、緑色の肌を持つ巨大なモンスターへと変貌。意識をコントロールされていたが、ヒロの説得でコントロールを撥ね付け、クリスと戦う。その後、元の姿に戻るも、今後も事件に巻き込まれる可能性があり危険だと考えた両親によって、実家へと連れ戻された。
52話では新作ｗｅｂアニメ「ビッグ・チビ6」が大ヒット。リチャードソンの店でサイン会を行うために、再びサンフランソウキョウへとやってくる。ビッグ・チビ6を悪用し、ヒロ達を追いつめていたハードライトに「大切な友達から教わった」プログラミング技術を使って逆転の一手を放った。
グランビル教授（Professor Granville）
声 - 斉藤貴美子/ジェニファー・ルイス
本名はグレイス・グランビル。サンフランソウキョウ工科大学の熱力学教授で新任の学生部長。ヒロの事を気にかけ、厳しくも的確な指導を行う。最初は入学したてのヒロにタダシの研究室の使用をあくまで認めなかったが、ヒロが「自分の道を見つける」ことを宣言したことで、研究室の使用許可を与える。
実は20年前にも大学にロボット工学の講師として在籍しており、トレイングローブやウェンディの恩師でもあった。しかし、当時眼をかけていた教え子が実験中に起こした爆発事故の責任を取り、辞職していた事が後に明らかになる。
シーズン1終盤にはビッグ・ヒーロー6の正体を知っていたことが明かされ、ボブ・エイケンについての情報をヒロに伝えた。
ミスター・ヤマ（Mr. Yama）
声 - 立木文彦/ポール・ブリッグス
劇場版でヒロとロボット・ファイトをしていた男。ラッキー横丁というストリートを根城にしている。
何者かの命令を受ける立場にあり、グランビルの持つ金属製の置物（機械に電気エネルギーを与え、危険なレベルまでパワーアップする代物）を狙ったり、ベイマックスの骨格をコピーしたロボット軍団を生み出して悪事を行う。
シリーズ第11話では、盗んだニッケル・チタン合金を使って作り出した巨大ロボット「メガ・ヤマ」で、ビッグ・ヒーロー6を倒そうとした。
38話では収監先から脱走する為に新メガ・ヤマを呼び出し、刑務所を破壊させようとしてビッグ・ヒーロー6に阻まれるも、42話で脱獄したモモカセについての情報提供と引き換えに司法検事と司法取引を行い、出所している。
アリステア・クレイ（Alistair Krei）
声 - 森田順平/アラン・テュディック
技術会社「クレイテック」の社長。利益を追求するあまり、裏取引や欠陥品を発売してトラブルを巻き起こす。
ヒロたちの正体を知っている数少ない人物。キャスに一目惚れをして、デートに誘ったことも。
寄宿学校時代はファイアスカウトに所属していたと語り、自然を愛する心と知識も持っている。
サンタクロースに会いたいとずっと願っている模様で、41話ではサンタに扮したベイマックスに大喜びしていた。
ジュディ（Judy）
声 - 大井麻利衣/ローラ・シルヴァーマン
クレイの秘書を務める女性。共に行動することが多いが、クレイにいつまでたっても名前を覚えてもらえない。
フレッドの父（Frederick Frederickson III）
声 - 高桑満/スタン・リー
シリーズ第1話に登場。70年代にボス・オーサム（Boss Awesome）という名前でヒーロー活動をしていた。
スイスベキスタンの持山で起きた山崩れの救助に向かっていたが、家の秘密基地に勝手に入ったフレッドたちに通信でスチーマー男爵の情報を渡す。
12話ではオバケの策略によって自分を見失いかけていたヒロに、「君なら自分自身の長所を見つけられる」と迷いを振り切る切っ掛けとなる言葉を送った。
32話では、スーとスチーマー男爵の前にピンチに陥ったビッグ・ヒーロー6をヒーロースーツ姿で助けに現れた。
フレッドの母（Mrs. Frederickson）
声 - 浅野まゆみ/スーザン・サリヴァン
シリーズ第1話に登場。フレッドの社交界デビューを盛大に祝い、ビンキー・モールに認めさせようとしていた。
メジャー・ブラスト（Major Blast）
第44話にて、突如フレッドの前に現れ、屋敷や秘密本部の特訓ルーム等、まるで正体を知っているかのように彼を追い詰めた。
飛行能力とフレッドの火炎放射を防ぐ程の防御力を兼ね備えた黄緑色のパワードスーツと、両腕に装着したプラズマキャノンを使う。
1970年代にも出現し、ボス・オーサムと戦ったが突如として姿を消している。
正体はパワードスーツを装着したフレッドの母で、夫や息子を襲撃したのはそれぞれの弱点を見つめ直させる為だった。
ヒースクリフ（Heathcliff）
声 - こねり翔/デイビッド・ショーネシー
フレデリクソン家に仕える執事。送迎の運転やスーツの機能テストの為に対戦相手を務める事も。
フレッドがいない間に、リムジンに備えられたジャグジーで寝てしまった事も。
元は執事学校にいた際にフレッドの父が引き抜いてきた人物で、引き抜き後に変装なども仕込まれている。
29話では運転技術を見込まれ、「超ハチャメチャ自動車レース」にドライバーとして潜入した。
53話ではフレッドの父に引き抜かれてスパイを務めていた時にコブラの天敵だったことから「マングース」と呼ばれていたことが明らかになった。
ネクタイを引き抜くことで執事服の色が黒から白へと変わる他、様々なギミックを仕込んでいる。
ビンキー・モール（Beverly Samantha "Binky" Mole）
声 - 小林沙苗
本名はビバリー・サマンサ・"ビンキー"・モール。シリーズ第1話に登場。サンフランソウキョウの社交界に君臨する女性。
幼少時からのフレッドの巻き起こす騒動（高価な絵画にいたずら書き、動物園で猿を檻から逃がす、ヨットクラブにヨットで突っ込んで出入禁止等）で被害に遭っており、互いにいい印象を持っていない。
リチャードソン・モール（Richardson Mole）
声 - 冨永みーな/ショーン・ジアンブローネ
ビンキーの息子で、フレッドのライバル。漫画店のオーナー。ナルシストな紳士で、ゴーゴーに惚れているが、ベイマックスから耳垢が物凄い事を知られている｡
フレッドがネットオークションで落札できなかった幻のコミック「キャプテン・ファンシー 188号」を所持しており、ハイ・ボルテージ打倒のヒントを得ようとするゴーゴーを自作のフレッドゲームでテストした。
シリーズ第16話ではフレッドが口を滑らせたことでビッグ・ヒーロー6の正体を知り、口止めの為にフレッドの持つコミックコレクションと、ヒロに自分専用の恐竜型スーツを作らせてビッグ・ヒーロー6に無理やり加入させるも、ハイボルテージのエナジーボールに触れたことで大量の電流を受け、上記の記憶を失った。
第25話ではクレイやリヴと共に高級レストランに招待された客として登場。第27話ではフレッドの同情に付け込み、彼の所有していたキャプテン・ファンシーのパンツを奪い取った。
第37話では、フレッドの悔しがる姿を見る為だけにメカ・レスリングの新しいオーナーになった。
オリビア・モール(Olivia Mole)
声 - 桑島法子/ニコール・サクラ
リチャードソンの従姉弟で、フレッドの恋人。
ベースマックス（Basemax）
声 - 大井麻利衣/ゼーラ・ファザル
ベイマックスの妹。第2話から登場したビッグ・ヒーロー6の本部を管理するサポートのAI。
兄のベイマックスと同様、サンフランソウキョウ中のサーチや、不在のメンバーへの連絡も行える。
メーガン・クルス（Megan Amelia Isabella Cruz）
声 - 悠木碧
ヒロと同い年で、クルス署長の娘。第27話から登場したビッグ・ヒーロー6の本部を管理するサポーターの少女。
キャスおばさんの古い知り合いの子で、サンフランソウキョウをヒロに案内してもらい、勉強と楽しみを両立させる事を教えた｡
第37話でビッグ・ヒーロー6の謎を解明しようと街に調査へ向かい、フレッドがカメレオンスーツに着替えている写真などを写真で撮ったがうまく行かなかった。
その後も調査を続けており、父とキャラハン教授の会話の録音を盗み聞きした事から、タダシが亡くなった火災を決め手にヒロがビッグ・ヒーロー6だと確信する。
第43話では「ビッグ・ヒーロー6の活動に納得がいかなければ、正体を父にばらす」という条件でヒロ達に密着取材を行い、命を懸けてポータルの爆発と街の壊滅を防ごうとする姿を見る。
その後「ビッグ・ヒーロー6の正体を調べない事のメリットについて」という内容の記事をアップロードしていた。
47話ではヒロと共にバディ・ガーディアンの秘密を知る。捕まった4人を助けようと単身警察署へ向かった際にクルス署長をバディ・ガーディアンの攻撃からかばい、人質にされてしまう。
ディエゴ・クルス（Chief Diego Cruz）
声 - 泰勇気
メーガンの父親で、サンフランソウキョウの警察署長に就任した人物。
街の平和を第一に考えているが、「ビッグ・ヒーロー6が活躍するから街にボスキャラ（ヴィラン）達が現れる」という持論を持っており、どちらの存在も快く思っていない。
この考えは、かつて自分が住んでいた街にボス・オーサムがやってきた際、彼を追って現れたヴィランの一人によって父親が殺された事に起因している。
ネバーをかばったビッグ・ヒーロー6を指名手配し、その後もヴィランと共に逮捕しようとしている。また、キャラハン教授を尋問するなどしてビッグ・ヒーロー6の正体を調べている。
キャスおばさんに好意を抱いており、コーヒーが苦手なのに毎朝ラッキー・キャットカフェに顔を出して注文している。
バディ・ガーディアンを手にしたことでついにビッグ・ヒーロー6の逮捕に注力する。バディ・ガーディアンの開発にオバケが関わっているというヒロの忠告も無視し、貨物船事故を装ってヒロとベイマックス以外の4人を捕縛。
しかし、暴走したバディ・ガーディアンの攻撃から自分をかばってメーガンが人質となった事で忠告が真実であった事を悟り、ヒロ達に娘の救出を依頼する。
メーガンが救出された際、ヒロ達から正体を明かされ、トリーナに対して協力体制を取る事になる。
スチーマー男爵（Baron Von Steamer）
声 - 後藤哲夫→横島亘/ジェフ・ベネット
シリーズ第1話に登場。白髪の初老の男性。かつての宿敵、ボス・オーサムに復讐するため、息子のフレッドを誘拐しようと乗り込んでくる（しかし顔を知らなかったため、間違えてワサビをさらった）。
名前の通り蒸気に精通しているらしく、巨大なタンクから蒸気を放って濃霧の攻撃や目くらまし、また右腕に装着したパーツでグランドピアノを持ち上げるほどの怪力を発揮する。
アジトの鉄工所跡地では、蒸気で動く巨大なクモ型メカを操りビッグ・ヒーロー6を苦しめるも、フレッドの火炎放射でメカの脚を溶かされて敗北、逃走した。
第18話で再び登場。巨大ボス・オーサム像に偽装していた蒸気潜水艦で暴れまわるも、自らの目的の邪魔になると判断したオバケの情報リークにより、ビッグ・ヒーロー6の手で逮捕された。
第32話では、刑務所へと情報を聞きに来たヒロたちの目の前で、スーにさらわれて脱獄。打倒ボス・オーサムの為にスーと手を組む。
41話ではアジトでボスキャラだけのクリスマスパーティを主催していた。
ネバー（Globby）
声 - 内田紳一郎/アンディ・リクター
シリーズ第2話から登場。ディブスという三流のコソ泥が、事故でハニー・レモンのケミバッグとクレイが作らせた神経トランスミッター（劇場版でヒロが作った物のコピー品）を取り込んだ事で、人間のDNAと化学物質が混ざり合った粘液生物になった。
ネバーという名前は粘っこい見た目からフレッドが命名している。
ただの悪党から一流の悪党になる事を目標とする。当初は粘液を飛ばしたり、身体を引っかけてビルの間を移動したりする程度だったが、神経トランスミッターの使い方を覚えたことであらゆる物質に肉体を変化させる強敵となる。同時にオバケの手先となって彼の指示を受けて動くようになった。
21話では自身の質量を増やし、恐竜や翼竜の姿になる事も可能にした。オバケの目的がサンフランソウキョウの壊滅である事を知ると、囚われていたヒロを逃がすと共にビッグ・ヒーロー6に協力し、自ら巨大な防波堤となって街を津波から救った。
その後、ハニー・レモンの研究によって一度は元の姿に戻るも、ワル・ネバーに苦戦するビッグ・ヒーロー6を助ける為に再びネバーへと変身した。
クレイテックの新商品ＣＭに出るなど町の人気者となっていたが、ワル・ネバーのせいで街に被害を出したため、ビッグ・ヒーロー6共々警察に指名手配されてしまう。
以降は人間の姿に変身して、街中に潜伏している。
47話では罠にはまったヒロとベイマックスを助け、共にトリーナの計画へと立ち向かう。
エピソードの最後には極悪カールの前に姿を現し、再会を喜んでいた。
ハイボルテージ（High Voltage）
声 - 勝生真沙子/ケイティー・ミクソン（バーブ）、丸山有香/ソフィー・レイノルズ（ジュニパー）
母娘のヴィラン。ダンスに合わせて放つ電撃と、雷を増幅するエナジーボールを使って息の合ったコンビネーション攻撃を行う。自らをスターと称し、ATMや銀行から出演料といって現金を強奪していた。
ビッグ・ヒーロー6を散々に翻弄するも、フレッドの言葉からヒントを得たゴーゴーがエナジーボールを絶縁体で封じ込め、攻撃できなくなったところをあえなく捕まった。
第16話で脱獄するも、以前の逮捕時の騒動がきっかけで親子仲に亀裂が入っておりそれぞれソロで活動する事に。警察に押収されたエナジーボールを取り返そうとする中で仲直りし、再びハイボルテージを結成。
最終的には再び逮捕されたが、二人で一緒にいられることを喜んでいた。
第27話ではリヴ・アマラによって再び脱獄させられ、半ば強制的にデンキウナギの遺伝子を取得したことで生体電流を強化され、最終的には半魚人型のモンスターへと変貌した｡
35・36話でワサビを追い詰めるも、ベシーの磁力光線を受けてナノレセプターパッチが破損。元の姿に戻り、刑務所へと戻る事を決意する。
54話では奉仕活動を行っていることがベースマックスの調査で語られた。
モモカセ（Momakase）
声 - 合田絵利/森尚子
寿司職人であり、大泥棒。クレイの寿司の食べ方を不満に思う。
使用する包丁には､グラーフェン（紙よりも薄く、鉄よりも硬度な物を切断できる）を使用しているため、塗ってある痺れ毒が目立たない。ラッキー横丁のフードファイト・チャンピオンでもある。
ヤマに依頼され、クレイテックの社長室に隠されていた重力中和装置を強奪するも、別の相手に高額で転売する事を企む。
しかし、自身がいない間にフード・ファイトで名を上げたキャスと寿司対決を繰り広げている間に、アジトへ乗り込んだヒロ達が装置を奪還。キャスとの料理勝負にも敗北した末に逮捕された。
その後は収監されていたが、オバケの手引きにより脱獄。ビッグ・ヒーロー6への復讐のため、オバケと手を組む。シーズン1終盤でワサビとゴーゴーに敗れ、再び収監されていたが、シーズン2で脱獄していたことが発覚。
グラーフェンの包丁を使い、ビルの壁や鉄骨などあらゆるものを切り裂く腕前を持つ他、（オバケからの情報提供があったとはいえ）防犯企業の製品を使って対ビッグ・ヒーロー6用のトラップを作り上げている。
第25話では､シコラックスでのアップデートにより、指先からグラーフェンを出す事が出来る猫のようなモンスターへと変貌した｡
35・36話ではハニー・レモンを追い回すも、ベシーの磁力光線を受けて元の姿に戻り、逮捕された。
第42話ではまたしても脱獄。オバケから提供されていたビッグ・ヒーロー6の正体を盾にヒロと取引し、かつて父親が家族を守るために手放した家宝の2振りの刀をヤマのアジトから盗み出した。
ネッド・ラッド（Ned Ludd）
声 - 多田野曜平/ジョン・ラッドナイツキー
シリーズ第5話に登場。ムイラハラの森国立公園に住む男。かつての不動産王で、土地開発のため訪れた森で車のブレーキが故障し、生死の危機に陥ったが自然の力（後述のベシーによる磁力障害で車が停止した）により事故を回避。以後森の中で生きることを決意した。「ベシー」と名付けた隕石を大切にしている。
川に落ちて森の奥に迷い込んだヒロとフレッドを助けるが、前述の経験から文明と機械を否定する考えになっており、磁力で異常をきたしたベイマックスを破壊しようとする。
仲間と合流したヒロ達のトラップで捕まえられ、正常に戻ったベイマックスに罠で負った怪我の手当てを受け、森へと帰っていった。
第30話ではベシーを奪いに来たリヴ・アマラ達によってナノレセプターパッチを付けられ、ヒバゴンへと変貌。ヒロやクレイ達を散々追い回すも、パッチが外れたことで元の姿へと戻る。
モンスター軍団との戦いでは、フレッドの作戦でミニ・マックスの伝令を受けて登場。モンスターと化したベシーを「森に帰ろう」と説得し、ビッグ・ヒーロー6の危機を救った。
マッド・ジャックス（Mad Jacks）
第6話に登場。ジェットパックを装備した特殊工作チーム。それぞれがジャックと名乗るが、実際は本名がある模様。男性二人（グレッグ 声：ロブ・リグル、ジャックA 声：ケビン・マイケル・リチャードソン）、女性一人（ジャックB 声：ケリー・ケニー・シルバー）の三人組。
機動力を活かした戦術と、特殊部隊で訓練した連携を誇る。自分たちで歌ったテーマソングが流れるホームページを公開している。
クレイが闇取引で入手しようとしたデータチップを強奪するも、同様にジェットパックを装備したヒロ（実際はスーツを着た遠隔操縦のロボット）によって倒される。
メル（Dr. Mel Meyers）
声 - ジョン・ロス・ボウイ
第7話に登場。クレイテックに勤めるエンジニア。根っからの悪党ではなく､クレイに自分の作ったバディガードを悪用されるのを恐れて抗議するも、契約書を盾に無視されたことで恨みを抱く｡
キャスと一緒に来たクレイを高級レストランのトイレに閉じ込め､自分の発明した光学迷彩シートとクレイの衣服を奪い自らクレイに化けた｡
契約書を盗み出し、逃亡しようとするもビッグ・ヒーロー6の活躍により逮捕される。
ミスター・スパークルズ（Mr. Sparkles）
声 - 佐藤せつじ/パットン・オズワルト
インターネットの人気アトラクション番組「超メチャクチャ障害物レース」の司会者だが、それを鼻にかける傲慢な男。
長らく守っていた動画ランキング再生数世界一位の座（と、付随する人気に番組スポンサー）を、ハニーレモンが撮影したモチのゆっくり拍手をする動画に奪われ、それを恨んで誘拐。
「とことん残酷で不公平な障害物レース」と称して番組配信を行い、モチをロケットで宇宙へ打ち上げようとする。
最終的に事件はヒロ達によって解決するも、逃げおおせたスパークルズは指名手配犯として大きく取り上げられた自分の姿に熱狂していた。
29話で再び登場。ヤマと組んで「超ハチャメチャ自動車レース」と称してスリルを求める金持ち達から金を巻き上げ、ビッグ・ヒーロー6へ復讐するためにリヴ・アマラへ接触。
31話では植物の能力を持つモンスターとなり、マヨイ達を操る能力を身に着けた。
モンスター軍団との決戦ではマヨイ達を操り、ゴー・ゴーを翻弄するも最後はベシーの磁力光線によって元の姿に戻された。
「帰ってきたベイマックス」にもヤマの部屋にある巨大画面で一瞬だけ登場している。
ヌードル・バーガー坊や（Noodle Burger Boy）
声 - 加藤将之/ルーカス・ネフ
フレッドがVIP会員になっているヌードル・バーガー店のマスコットロボット。顔認識機能で客の顔を覚えるなど高性能だが、実はクレイテックが自社で開発した軍事用ロボットの試作品を、外装だけ取り換えて卸した物。その為構造部品にはチタンなどが使われており、大変丈夫である。
ビッグ・ヒーロー6の正体を探ろうとするオバケによってプログラムチップを組み込まれ、事件を起こして彼らのデータを収集する。ヒロとワサビの作ったスペースデブリ掃除用のパワードスーツを奪い、データ解析から行動を予測されたビッグ・ヒーロー6を追い詰めるも、互いのスーツを取り換えたヒロとワサビの機転に敗北した。
以降はオバケの手先となって活動しており、目からレーザービームを発射できるようになった他、6本のマニピュレータを持つ飛行機械やクレイテックのバディガードをハッキングして扱う等厄介な相手となった。
第2シーズンからはトリーナをお姉ちゃんと呼んで、共に行動している。47話ではアップグレードされ、左腕を伸縮するクローに換装していた。
第49話ではトリーナの残したプログラムチップを他のマスコットロボットたちに使い、自らの『家族』へと洗脳した。
オバケ（Obake）
声 - 加瀬康之/アンドリュー・スコット
謎の男。ヤマ（グランビルの所有する置物の強奪）やネバー（サンフランソウキョウ美術館から絵画の中に隠されていた設計図を手に入れるために盗ませる）、マッド・ジャックス（クレイが裏取引で入手したデータチップを奪わせてからわざと取り戻させ、チップに仕込んだプログラムを遠隔操作して、クレイテックからデータをハッキング）らを使って、自らは表に出ず様々な悪事を画策している。
邪魔をするビッグ・ヒーロー6についても警戒しており、プログラムを改ざんしたヌードル・バーガー坊やの情報収集能力を使って、ついに彼らの正体を突き止める。
本名はボブ・エイケン（Bob・Aken。頭のBと最後のNを隠すことでオバケ（ob･Ake）になる）。かつてグランビルに目をかけられていた天才少年であり、彼女が辞職する事になった事故の後、姿を消していた。
事故の後遺症で頭頂接合部に異常があり、物事の善悪を判断する事が出来ない。当人はこれを「自由を得た」と解釈している。
その目的はレノーア・シマモトがかつて作り出したエネルギー増幅装置を再現し、現在のサンフランソウキョウを壊滅させるほどの大災害を起こして、自らが新たなサンフランソウキョウを作り出す人物となる事。その為に自身と同じように才能があると判断したヒロをけしかけていた。
ビッグ・ヒーロー6の活躍によって壊滅を防がれ、最後には洗脳していたベイマックスを解放して自らは崩れ落ちる海底基地の中に消えた。
トレバー・トレイングローブ（Dr. Trevor Trengrove）
声 - 木村良平/アンドリュー・デイリー
サンフランソウキョウ大学の卒業生でも最も有名な人物。人工知能の権威で、タダシによるベイマックスの開発も彼の功績があったからこそ、とされる。
実際はウェンディの論文を盗み、自らの物として発表し名声を得ていた。その事実を掴んだヤマに脅迫され、特別な講義と嘘をついてゴーゴー・ワサビ・ハニーレモンにそれぞれの専門技術でメガ・ヤマの改良を行わせた。
事件が解決した後、上記の事実をウェンディに謝罪している。
ウェンディ・ワウワー（Dr. Wendy Wower）
声 - 細野雅世/リキ・リンドホーム
サンフランソウキョウ大学の卒業生でギターを弾きながら歌いつつ、楽しい科学を実践する女性。科学館内で子供（と、彼女のファンのフレッド）相手に科学の実験を行った。かつてはロボット工学を専攻しており、トレイングローブとは実験パートナーだった。
彼女が子供達を相手に行った実験が、メガ・ヤマを倒すヒントになった。また、ヒロにグランビルが恩師だった事を教えている。
第35話ではAIの専門家としてリヴ・アマラに狙われ、スパークルズによって誘拐されそうになったところをビッグ・ヒーロー6に救われた。
オルソ・ノックス（Orso Knox）
声 - 泰勇気
第17話に登場。元は親にもらった権利書で大富豪になった男だが､何者かによって『鯨と髪の毛をミキサーで混ぜて冷凍したような』外見の怪獣に変貌を遂げた｡シェイクスピアの詩を語る｡
巨体と怪力でビッグ・ヒーロー6を苦戦させるが、カルミが開発した鎮静剤入りパッチを大量に貼られて捕縛された。
事件後はリヴ・アマラの会社のラボへと輸送され、元に戻る為の研究と治療を受けていたはずだったが、実際はそのままの姿でシコラックス地下のラボに幽閉されていた。
カルミの研究によって元の姿に戻ったが、リヴ・アマラに「いつでも怪物の姿に戻せる」と脅迫を受けている。
35話ではモンスター軍団の一員として再び怪物の姿で登場。ベシーと共にフレッドとミニ・マックスを相手取るも磁力光線を受けて元の姿に戻った（その際に「（モモカセ達を指さしながら）私はこいつらとは事情が違うから！」と叫んでいる）。
リヴ・アマラ（Liv Amara）
声 - 沢城みゆき
サンフランソウキョウでも有数の財産を持つ女性。シコラックスというバイオ関係の研究を行う会社を経営しており、サンフランソウキョウ工科大学にも多額の援助を行っている。
ベイマックスを見学に来た際に出会ったカルミの才能にほれ込み、後に彼女を自社へインターンとして迎えている。
シーズン2ではヴィランたちへの接触や人体改造手術、寄付と称して多額の金銭を奪う等、怪しい動きを見せていた。
その正体はリヴ・アマラが自ら産み出したクローンの「ダイアン（Diane "Di" Amara）」。本物のリヴ・アマラが共生生物を使ったフジミ・プロジェクトの被験者となり、実験の失敗で余命いくばくもない状態になった為に自らを治療させるため生み出した存在だった。
他者のモンスター化をアップグレードと称して資金を集め、リヴの治療法を探していた。モンスター化したカルミをスマートフォンでコントロールし、人質にしてヒロにリヴを治療させるも、「街からモンスターを引きあげさせてカルミを元に戻す」という約束を守らずヒロもモンスターに変えようとする。
しかし、意識を取り戻したリヴの手でスマートフォンは奪われ、企みは失敗。ダイアンはクリスと共に逮捕された。
トリーナ（Trina）
ヒロがヤマ主催のロボットファイト会場で出会った少女｡
正体はオバケが作ったガイノイドで、一度ロボットファイトを引退したヒロを強盗の調査にかこつけて悪の道に引きずり込むために送り込まれていた。
ロボットファイトで対戦した相手のロボットに接触感染型のコンピューターウイルスを使用し、ハッキングして強盗を働かせていた。また、ハッキングしたロボット達を合体させてビッグ・ヒーロー6を苦しめた。
シーズン2では頭部のみになりつつヌードル・バーガー坊やと共に海中基地を脱出。クレイテックのロボットに頭部を移植して逃亡した。
47話で再登場。クレイに秘密裏に接触し、ロボット製作部門のトップとなってバディ・ガーディアンを作成。街中のハイエネルギーレンズから集積したエネルギーを、自動ゴミ収集車に偽装したアンテナ経由でバディ・ガーディアンへと集中させ熱伝導体へと変化。複数の箇所からサンフランソウキョウを焼き尽くそうとするも、ヒロ達によって阻まれる。
レノーア・シマモト（Lenore Shimamoto）
声 - 潘めぐみ/ジーン・サカタ
歴史上の人物でサンフランソウキョウを代表する日系人女性芸術家。同時に優秀な科学者でもあり、サンフランソウキョウ美術大学の構内にあるアトリエの地下には実験室が残されていた。
かつて自らの発見した理論に基づきエネルギー増幅装置を発明するも、実験の失敗によって1906年に当時のサンフランシスコ(現在のサンフランソウキョウ)を壊滅させる大災害を引き起こしてしまう。
後の世で同じ過ちが起こらないよう、設計図を絵画『日の出の町』に隠し、警告のメッセージを蝋管に残していた。
ロバート・キャラハン（Robert Callaghan）
映画版に登場していたキャラクターで、サンフランソウキョウ工科大学の前学生部長。
現在は罪を償うために収監されており、面会に訪れたヒロへグランビルの過去を打ち明けた。
第42話ではビッグ・ヒーロー6の正体を探るクルス署長の尋問を受けている。
クリス（Chris）
声 - 岡本信彦
第24話から登場。シコラックスに勤める二枚目の男性でリヴ・アマラの片腕として働く。料理が得意。
ハニー・レモンの研究室に潜入してネバーの細胞サンプルを盗み出したり、ベシーを守ろうとするネッド・ラッドを一瞬で無力化したりと裏工作も担当している。
その正体は人間と犬とゴリラを掛け合わせたミュータント。リヴ（ダイアン）にコントロールされることで服がはち切れそうなほどのマッチョな外見になる。
ベイマックスに大ダメージを与え、命令に従わないカルミを徹底的に痛めつけるも、リヴに強化を解かれてカルミの反撃にあう。最後はダイアンと共に逮捕された。
極悪カール（Felony Carl）
第28話から登場。強面の大男でネバーのたった一人の友達。
様々な犯罪に精通しており、29話ではヤマとスパークルズの裏レースについての情報を提供した他、39話ではネバーを救いたいというヒロ達に彼の居場所を教えた。
ワル・ネバー（Nega-Globby）
第28話に登場。ハニー・レモンの研究室から盗ませたネバーの体細胞をリヴ・アマラが改良し、再生強度を上げたものが脱走し、シコラックスのラボに収められていた実験体を吸収して出来上がったモンスター。
ネバーと同じような姿をしているが、実験体から取り込んだ巨大な一つ目が特徴。様々な姿に変身し、ダメージを受けてもすぐに再生する強敵だったが、最後はネバーによって体内に吸収された。
39話で再び登場した際は、徐々にパワーアップしてネバーの肉体のコントロールを奪おうとする。ヒロ達の活躍でネバーから分離した所を、ネバー吸引装置によって閉じ込められた。
マヨイ（Mayoi）
第31話に登場。リヴ・アマラが作り出したモンスターで、可愛らしい小動物のようだが実体は光合成と栄養摂取によって成長する植物。
突如サンフランソウキョウ中に現れ、その愛らしさで人々を魅了するも、巨大に成長して街を大混乱に陥れる。
ミスター・スパークルズの放つナノレセプター震動によって操られ、視覚の共有なども可能。
ぶっちぎりのスー（Supersonic Sue）
声 - 田野めぐみ
第32話に登場。ジェットエンジンを搭載したローラースケートを操る老婆で、ボス・オーサムと何度も戦った。
ゴー・ゴーのアーマーと同等のスピードを出し、両肘に装着した発電装置を使用して、勢いと電撃による攻撃を使う。
かつてはローラーゲームの女王だったが、ローラーにジェットエンジンを積む改造を行った事でその地位を失い、ヴィランとなった。
スチーマー男爵と手を組み、ビッグ・ヒーロー6を追い詰めるも助けにやって来たボス・オーサムに敗れる。
なお、数十年振りに復帰した理由は「テレビでゴー・ゴーの活躍を見て、ローラー女王の血が騒いだ」という物だった。
46話で孫のステューの手を借りて脱獄。かつてのアジトがヌードルバーガー屋になっていた為、ロディを誘拐して新しいアジトを作らせようとする。
ベシー（Bessie）
ムイラハラの森に落ちた隕石で、森全体を覆う程の強力な磁力を発していた。
ネッド・ラッドによって保管されていたが、30話でリヴ・アマラとクリスによって奪われ、33話で熊の遺伝子を掛け合わせる改造を受けて対ビッグ・ヒーロー6用のモンスターとなった。
熊のような姿に怪力、岩の硬度を併せ持ち、さらに口から強力な磁力線を吐いて機械を狂わせることが出来る。
36話ではモンスター軍団の切り札として再登場。ヒロの頭脳を欠くビッグ・ヒーロー6を追い詰めるもネッド・ラッドの説得によって彼に従うようになり、他のモンスターたちへ磁力光線を浴びせて元の姿へと戻した。
44話ではムイラハラの森へと入り込んだヒロとベイマックス、そしてクルス署長の乗ったヘリを襲う。
この時は自分の子供である3匹の子熊達が見つからず、気が立っている状態だった。
ヒロとクルス署長が追われながらも子熊達を見つけた事で落ち着きを取り戻し、一緒に森の奥へと帰っていった。
エル・フエゴ（El Fuego）
第38話に登場。メカ・スーツを装着して行われるメカ・レスリングで悪役を務める覆面レスラー。
プライドが高く最後には負けないといけない脚本に不満を抱き、新しくオーナーとなったリチャードソンと衝突し脱退。
自分が最強であると示す為、テレビに映ったビッグ・ヒーロー6のロボット（ベイマックス）に目を付けて挑発を繰り返す。
改造したメカ・スーツを装着し、火炎放射器やワイヤーフィスト、質量と推進力を加えたヒップアタックなどを使う。
挑発に怒ったヒロのメカ・スーツをテクニックで追い詰めるも、フレッドの操縦するアーマーにスーツを剥がされ、逮捕された。
アンクル・サムライ（Uncle Samurai）
第38話に登場。メカ・レスリングのベビーフェイス（善玉）を務める。
脚本で勝つように仕組まれていたため、人気を誇っていたが不満を募らせたエル・フエゴによって叩きのめされた。
ロデリック・ブレア（Roderick "Roddy" Blair）
声 - 加藤将之/リキ・リンドホーム
第40話から登場。秘密本部の設計をフレッドが依頼したワイルドな建築家の大男。愛称はロディ。フレッドの父とは古い知り合いで、ボス・オーサムの事務所も設計している。
ハードライトへの対策に悩むヒロに自らの仕事のコツを聞かせ、「難しいのは相手のゲームで戦うからだ」と自分たちのペースで戦う事を薦める。
46話では自分たちのアジトを作らせようとするスーとステューに誘拐されてしまう。
47話ではヒロの計画でメガマックスを製作。ミニ・マックスと共に操縦し、バディガーディアンへと立ち向かった。
ハードライト（Hardlight）
第40話に登場。全身をスーツと仮面で覆ったヴィラン。名前はヒロも遊んでいたゲーム『MINDSMITHⅡTURBO』でのハンドルネームから。
自身を「ゲームの達人」「武器職人」「認められなかった天才」と自称し、犯罪をテレビゲームのように考えている様子がある。
強力なフォースフィールドを使用して、エネルギーを放つ剣やモンスターを作り出す。また、ゲームの腕前はヒロを完封するほどで、その剣の腕もある。
警察を役立たずと罵り、ビッグ・ヒーロー6をも翻弄するが、ヒロの機転で人質に取っていたクルス署長にフォースフィールドを制御するグローブを破壊されて敗北。
しかし「次の世界で会おう」と言い残して逃げ去った。
正体はクレイテックでフォースフィールドの研究をしているイアン（Ian）という冴えない男性で、クレイに名前を間違えられては訂正をしていた。
52話で再び登場、今度は自身がファンでもあるビッグ・チビ6のキャラクター達をフォースフィールドで無限に生成し、街を混乱させる。
しかし、作者であるカルミの反撃によってあえなく逮捕。正体も暴かれてしまった。
シルク（Sirque）
声 - 小林沙苗
第43話に登場。白を基調とした全身タイツの女性ヴィラン。優れた身体能力を持ち、音もなく静かに侵入するのを得意とする。
本名はセリーヌ・シマール（Celine Simard）。大学で物理学を学ぶ傍らシルクの芸名でサーカスにも出演し、後にサーカスで世界中を移動する傍ら窃盗を繰り返していた。
クレイテックから盗み出したポータル技術を利用して、磁力フィールドを使用した使い捨ての小型ポータル発生装置を製作。これを悪用して警察やビッグ・ヒーロー6を翻弄する。
しかし、技術が欠陥品であることに気付かず連続で使用し続けた為、ポータルが不安定になり街を吹き飛ばす危機を迎える。
シルクを追い続けていたヒロを手伝って何とかポータルを安定化させ、「次に会う時までに技術は完成させておく」と言い残して逃げ去った。
第54話では収監されていることが語られた。
ぶっちぎりのステュー（Supersonic Stu）
声 - 寺崎裕香
46話に登場。ぶっちぎりのスーの孫で、祖母と同じエンジン付きローラースケートを使う。
速度を出して球のように回転しながらの体当たりが武器。スーとの高速コンビネーションでビッグ・ヒーロー6を苦戦させた。
考えることがあまり得意ではなく、また他人の言う事を信じやすい為に、孫を溺愛するスーの言いなりになる事が多い。
最後はワサビとミニマックスの機転でスーと共に警察に逮捕された。
バディガーディアン（Buddy Guardians）
47話に登場。クルス署長がクレイテックに開発させたロボット兵器。
二脚歩行型だが、脚部の推進機構で高速飛行が可能。ロケットフィストを軽々と受け止め、エル・フエゴを3体がかりとはいえ3分で鎮圧する能力を持つ。
武装は機体中央からレーザーを発射するほか、手足を電磁誘導で発射できる。両腕から鎮圧に電流を流すワイヤーやネットも装備している。
実際はトリーナが製作した兵器。オバケの遺したチップを元にしたプログラムチップが組み込まれており、複数体が操られて暴走した。
スマッシュルーム(Crushroom)
声 – クリー・サマー
ヌードルバーガー坊やにチップを入れられ、凶暴化したロボット。物を壊すのが好きで、スマッシュについてのギャグを言うこともしばしばある。
最終的にはチップを外され、キャスの元で働く。

## 作中に登場した発明品
主にヒロ達が発明・改造したものを記載する。
神経トランスミッター
3話から登場。劇場版でヒロがナノ・ロボットを操作するために制作した発明品。
クレイが勝手に制作したものがケミ・バッグとの事故でネバー誕生のきっかけになった他、必要に応じてヒロが再度作成している。
遠隔操作型アーマーロボット
第6話から登場。風邪を引いて足を骨折したヒロが、マッド・ジャックスに対抗するためアーマーを改造してジェットパックを搭載したロボット。
ゴーグルとグローブ、コントローラーで遠隔操作する。ヒロのアーマーを元にしている為、両手で磁力を操る事も可能。
38話ではフレッドが怪獣レスリング連盟の為に持ち出し、ケンタッキー怪獣の頭を取り付けていた。ヒロのピンチにフレッドが遠隔操縦し、エル・フエゴのメカ・スーツを磁力で脱がせる活躍を見せた。
47話でクルス署長へと忠告を行う際にも使用。バディガーディアンに捕縛されたが、手足を切り離して脱出した。
スカイマックス
第9話から登場。それまでフレッドの家に保管していたアーマーを、緊急時にすぐ使えるようにするため数度の試作を経て作られた運搬装置。
スマートフォンからの位置情報を受けて、ロケット推進で収納したアーマーを現地まで運搬する。メンバーそれぞれの機体があり、塗装もそれぞれに合わせている。
マニピュレーターも装備している他、ある程度の自律行動も可能らしく、23話ではヒロ用のスカイマックスがエネルギー増幅装置の取り外しに協力していた。
ケンタッキー怪獣
第12話に登場。元々は同名の怪獣映画に出てくる怪獣で、映画に使用された人形の小ささに落胆したフレッドが、フレデリクソン家の管理している港湾施設の資材を使って巨大怪獣型ロボットを作らせた。
オバケのハッキングCPUによって操られた結果、火炎を噴き、街を破壊して回る。最後はヒロの作戦によって破壊された。
後に2号機が作られ、こちらはオバケの計画を阻む最後の切り札となった他、34話では修復された個体がヌードル・バーガー坊やによって強奪され、街の破壊に使用された。
ナノデックス
第12話で登場。高機能の繊維で筋肉の働きを高める。急いで作ったため、脱げなくなるなど問題点があった。
ウルトラアーマー
第17話から登場。オルソ・ノックスからの攻撃に対して従来のアーマーでは歯が立たなかったため、チタンを素材に加えて作り出された特殊アーマー。
初登場時は塗装もなくメタリックな色合いだったが、再登場時からは黒い色が主体となった。以降もモンスター用のアーマーとして使用される。第2シーズンからはオープニングにも登場するようになった。
33話で再登場するも、モンスター化したベシーの前に歯が立たず、35話で強化が行われた。
水中用アーマー
第18話から登場。サブマリンアーマーとも。文字通り水中での活動用アーマーでベイマックスとヒロが使用した。33話ではゴー・ゴー用の物も登場した。
ワサビの車
第18話から登場。劇場版で海中に沈んだままになっていたが、ワサビへの誕生日プレゼントとしてヒロ達が引き揚げ、各種改造を加えた。
スイッチを押すことで変形し、水中を移動したりできる。
47話で貨物船へと向かった際に、バディガーディアンの攻撃で再び海中へと没してしまった。
メガ・ボット
ヒロが劇場版の際にロボット・ファイトで使用していた小型ロボット。
19話でヤマ主催のロボット・ファイトに潜入する際に持ち出された。トリーナによってハッキングされ、合体ロボットの一部にされてしまうも、ヒロによってコントロールを取り戻し逆転のきっかけを作った。
47話では量産され、メガ・マックスの脚部から大量に登場。神経トランスミッターを使用したヒロのコントロールにより、バディガーディアンに使用されていたオバケ製のプログラムチップをタダシのヘルスケアチップに差し替えて事態を収拾した。
エネルギー増幅装置
第22話から登場。文字通りエネルギーを増幅し、無限に増やす事が出来る装置。机上の空論とされていたが、大学の発表会に出す課題としてヒロが制作した。
オバケによって盗み出され、第二の大災害を引き起こすために利用されてしまう。
かつてレノーア・シマモトやボブ・エイケンも同様の装置を作ったが、どちらも制御する事が出来ずに失敗。前者は1906年当時のサンフランシスコ（現在のサンフランソウキョウ）全土を壊滅に追い込んだ大災害を引き起こし、後者はラボでの爆発事故を起こしている。
ウソ発見器
第33話で登場。リヴ・アマラがモンスターを作っているかどうかを調べるために作られた。ベイマックスにプログラミングしたチップを入れる事で機能する。心拍数や瞳孔の動きで嘘か本当かを調べる。音声は警告音・トランペット・ハープ・クラクション・犬の遠吠え・牛の鳴き声・ミュートがある。
ナノ・ロボット
第35話で登場。劇場版でヒロが作成した超小型ロボット。カルミとの研究で、共生生物へ薬物を確実に投与するため再度作られた。
人間の体内では神経トランスミッターからの命令が届かず、結合が出来ないという欠点が判明したが、カルミのアイデアで特殊なプラスチックによるコーティングを施されたことで体内でも動かせるようになる。
36話ではヒロと（回線をチップで直結した）ベイマックスによる操縦で、リヴ・アマラの体内にいた共生生物を駆除した。
ベイマックス型メカ・スーツ
第38話に登場。ベイマックスを馬鹿にされたヒロがエル・フエゴをやっつける為作り上げた。外見はウルトラアーマーを装着したベイマックスに似せてある。
搭乗するヒロに合わせて内部は機械の手足が入っている。ベイマックス同様にロケットフィストや飛行ができる他、ボイスチェンジャーで声も変わるようになっている。
ネバー吸引装置
39話に登場。ネバーから分離したワル・ネバーを閉じ込めるためのもので形状は掃除機。
降雪装置
41話に登場。タダシが作成した超小型の降雪装置。
周囲の気圧を下げることで気温を低下させ、自然現象と同様の方法で雪を降らせる仕組みだが、試運転を行った際に失敗してラッキー・キャット・カフェと店の周囲を雪まみれにした。
改良され、タダシからのクリスマスプレゼントとして用意されていた物がキャスおばさんの手を経てヒロへ贈られた。
光学迷彩スーツ（仮称）
42話に登場。ヤマのアジトに忍び込むため、ヒロが作成した。フレッドメレオンスーツと同じ光学迷彩を使用している。
47話ではメーガンにも同様のスーツを貸している。
ソニックウェーブ発生装置
42話に登場。モモカセの盗みを手伝うために作成された。
掌からショックウェーブを放ち、電磁パルス処理を施された監視カメラを破壊できる他、対人兵器としても使える。
メガマックス
47話に登場。ヒロが設計し、ベイマックス、ミニ・マックス、ネバー、ロディの協力で作成した巨大ロボットスーツ。
外見はベイマックスのウルトラアーマーを模した物で、頭部にミニ・マックス。胴体にロディが乗り込み、動きをトレースする形で操縦する。
脚部には大量のメガ・ボットを収納するスペースが設置されている。

## 放映リスト

### シーズン1
| 原語版話数 | 日本語版話数 | サブタイトル                   | 原題                           |
| ---------- | ------------ | ------------------------------ | ------------------------------ |
| 1          | 0            | 帰ってきたベイマックス         | Beymax Returns                 |
| 4          | 1            | フレッドの社交界デビュー       | Fred's Bro-Tillion             |
| 3          | 2            | 新しいルームメイト             | Big Roommates 2                |
| 2          | 3            | キャプテン・ファンシー188号    | Issue 188                      |
| 5          | 4            | 料理対決 フードファイト！      | Food Fight                     |
| 6          | 5            | ムイラハラの森                 | Muirahara Woods                |
| 9          | 6            | 風邪をひいたヒロ               | The Impatient Patient          |
| 8          | 7            | キャスおばさんのデート         | Aunt Cass Goes Out             |
| 7          | 8            | 失敗から立ち上がれ             | Failure Mode                   |
| 10         | 9            | ミスター・スパークルズ         | Mr. Sparkles Loses His Sparkle |
| 11         | 10           | ヌードル・バーガー坊や         | Killer App                     |
| 12         | 11           | ビッグ・ヒーローになりたいヒロ | Small Hiro One                 |
| 13         | 12           | ケンタッキー怪獣               | Kentucky Kaiju                 |
| 14         | 13           | ライバル・ウィーク             | Rivalry Weak                   |
| 15         | 14           | ファンの期待に応えたい         | Fan Friction                   |
| 16         | 15           | ミニ・マックス                 | Mini-Max                       |
| 17         | 16           | ビッグ・ヒーロー７             | Big Hero 7                     |
| 18         | 17           | 大きな問題                     | Big Problem                    |
| 19         | 18           | スチーマー男爵の復讐           | Steamer's Revenge              |
| 20         | 19           | ロボット・ファイター           | The Bot Fighter                |
| 21         | 20           | オバケ屋敷                     | Obake Yashiki                  |
| 22         | 21-23        | サンフランソウキョウを守れ！   | Countdown to Catastrophe       |

### シーズン2
| 原語版話数 | 日本語版話数 | サブタイトル                     | 原題                      |
| ---------- | ------------ | -------------------------------- | ------------------------- |
| 23         | 24           | インターンになりたい             | Internabout               |
| 24         | 25           | 教授はおジャマ？                 | Seventh Wheel             |
| 25         | 26           | モンスターを救え                 | Prey Date                 |
| 26         | 27           | ギョッとする変身                 | Something's Fishy         |
| 27         | 28           | ワル・ネバー                     | Nega-Globby               |
| 28         | 29           | ルームメイトの運命               | The Fate of the Roommates |
| 29         | 30           | ムイラハラの森でハラハラ         | Muira-Horror!             |
| 30         | 31           | フワフワ大発生                   | Something Fluffy          |
| 31         | 32           | ぶっちぎりのスー                 | Supersonic Sue            |
| 32         | 33           | ウソ発見器                       | Lie Detector              |
| 33         | 34           | 小説を書こう                     | Write Turn Here           |
| 34         | 35           | モンスターの街 パート１          | City of Monster Part One  |
| 35         | 36           | モンスターの街 パート２          | City of Monster Part Two  |
| 36         | 37           | ミニ・マックスのスーパートラブル | Mini-Maximum Trouble      |
| 37         | 38           | 悪役レスラー “エル・フエゴ”      | El Fuego                  |
| 38         | 39           | ネバーの中のネバー               | The Globby Within         |
| 39         | 40           | ハードライト                     | Hardlight                 |
| 40         | 41           | みんなでメリークリスマス         | The Present               |
| 41         | 42           | 悪党ヒロ                         | Hiro the Villain          |
| 42         | 43           | ポータルの向こう側               | Portal Enemy              |
| 43         | 44           | 逃亡者フレッド                   | Fred the Fugitive         |
| 44         | 45           | メジャー・ブラスト               | Major Blast               |
| 45         | 46           | ぶっちぎりのステュー             | Fear Not                  |
| 46         | 47-48        | レガシー                         | Legacies                  |

### シーズン3
| 原語版話数 | 日本語版話数 | サブタイトル                                   | 原題                                    |
| ---------- | ------------ | ---------------------------------------------- | --------------------------------------- |
| 47         | 49           | ハイパーヒッポのピザパーティーレストラン       | The Hyper-Potamus Pizza-Party-Torium    |
| 48         | 50           | 一日市長／犬を世話しよう                       | Mayor for a Day/The Dog Craze of Summer |
| 49         | 51           | チップ交換／ミニ・ヌードル・バーガー・マックス | Trading Chips/Mini Noodle Burger Max    |
| 50         | 52           | 自動運転シャトルバス／ビッグ・チビ6            | A Friendly Face/Big Chibi 6             |
| 51         | 53           | コブラとマングース／男前のフレッド             | Cobra and Mongoose/Better Off Fred      |
| 52         | 54           | 正義と美のために／ゴー・ゴーは科学大好きっ子   | Big Hero Battle/Go Go the Woweroo       |
| 53         | 55           | 新しいワル・ネバー／ベースマックスの反乱       | The New Nega-Globby/De-Based            |

## 特別放送概要
ディズニー・チャンネル内での特別編成では、新エピソードや特別エピソードが放送された。
ディズニー・チャンネル15周年 ベイマックス特集 （2018年10月27日）
ベイマックス 強敵！オバケ・ウィークエンド (2019年2月16日)
新作ベイマックス 真夏のイッキ見バトル （2019年7月26日）
グリーン家とベイマックスの ビック・ウィークエンド （2019年12月28日・29日）
新作ベイマックス！ 卒業サタデー （2021年3月20日）
ベイマックス！新展開サタデー (2021年5月22日)
「ハイパーヒッポのピザパーティーレストラン」が日本初放送として放映される。

Dlifeにおいても、特別編成が放送された。
ベイマックス はじまりサタデー （2018年11月17日）

ディズニーXDにおいても、特別編成が放送された。
ビッグ・ヒーロー・サンデー (2018年5月13日)
第1話から4話まで、初の連続放送が行われた。
ディズニーXD スゴナツ ベイマックス特集 (2018年8月6日)

## 制作・スタッフ
制作 - Mark McCorkle、Bob Schooley、Nick Filippi
監督 - Stephen Heneveld、Ben Juwono、Kathleen Good、Kenji Ono
音楽 - Adam Berry
エグゼクティブプロデューサー - Bob Schooley、Mark McCorkle、Nick Filippi
制作会社 - Disney Television Animation、Man of Action Studios

### 日本語版製作
翻訳 - 石山祐子
吹き替え演出 - 岩見純一
録音制作 - HALF H・P STUDIO
音楽演出 - 石原慎一（シーズン2からクレジットに追加）

## スピンオフ
2022年にDisney+で『ベイマックス!』というアニメーション・シリーズが配信された。2022年6月29日に6つのエピソードがリリースされている。